# Joss Pass
Joss Pass är ett bergspass i Kanada.   Det ligger i provinsen British Columbia, i den södra delen av landet, 3 200 km väster om huvudstaden Ottawa. Joss Pass ligger 1 497 meter över havet.
Terrängen runt Joss Pass är bergig. Runt Joss Pass är det mycket glesbefolkat, med 2 invånare per kvadratkilometer.. Det finns inga samhällen i närheten. 
I omgivningarna runt Joss Pass växer i huvudsak barrskog.